# Mordellistena pumiblosoidea
Mordellistena pumiblosoidea là một loài bọ cánh cứng trong họ Mordellidae. Loài này được Franciscolo miêu tả khoa học năm 1955.